# نیالکا
نیالکا (به مجاری:  Nyalka) یک شهرداری در مجارستان است که در ناحیه پانون‌هالما واقع شده‌است. نیالکا ۱۲٫۸۶ کیلومتر مربع مساحت و ۴۶۰ نفر جمعیت دارد.